# لالا وارد
سارا وارد (به انگلیسی: Sara Ward) که به لالا وارد (Lalla Ward) شهرت یافته‌است، بازیگر، نویسنده و تصویرگر انگلیسی است. او به خاطر بازی نقش رومانا در سریال دکتر هو شهرت دارد، او در فیلم سیرک خون‌آشام بازی کرده است. وی با زیست‌شناس تکاملی معروف، ریچارد داوکینز ازدواج کرده‌است.
او همچنین راوی چند کتاب صوتی هم بوده‌است که عبارتند از غریزه زبان اثر استیون پینکر، داستان نیاکان، توهم خدا و بزرگ‌ترین نمایش روی زمین: مدرکی برای تکامل اثر ریچارد داوکینز.